# Neoatriplectides desiderata
Neoatriplectides desiderata is een schietmot uit de familie Atriplectididae. De soort komt voor in het Australaziatisch gebied.